# Manuel de sabotage simple sur le terrain
Le Manuel de sabotage simple sur le terrain (anglais : Simple Sabotage Field Manual) est un manuel de sabotage créé par le bureau des services stratégiques (anglais : Office of Strategic Services, ou OSS), publié en 1944, à la fin de la Seconde Guerre mondiale, et déclassifié depuis, compilant des techniques pour entraver l'ennemi depuis l'intérieur. Il est également utilisé par l'agence du renseignement central (en anglais : Central Intelligence Agency, CIA - organisme ayant pris la suite de l'OSS), le service de renseignement des États-Unis. Il s'agit d'un guide simple pour pratiquer la subversion dans n'importe quelle organisation.

## Contenu

### Sabotage des équipes
Parmi les techniques enseignées par le manuel, on peut citer dans les techniques de sabotage des équipes, proche de ce que dit Charlie Munger, « Il est souvent plus facile de résoudre un problème après coup qu'avant » :
- Miner le moral en offrant des promotions au personnel incompétent ;
- Inciter à toujours suivre les canaux décisionnels, ne jamais les éviter pour accélérer les décisions ;
- Parler fréquemment et longtemps en illustrant les différents points par des anecdotes ou des expériences personnelles, et mettre en avant, aussi souvent que possible des problèmes sans conséquences ;
- Chipoter sur les mots précis de toutes les communications, comptes-rendus et résolutions ;
- Tout renvoyer à des comités pour une étude approfondie avec des comités les plus larges possible, et tenter à chaque fois de rééxaminer les décisions prises dans les réunions précédentes ;
- Interroger constamment la légitimité du groupe à réaliser des actions, en demandant si elles n'entrent pas en conflit avec les directives d'un échelon supérieur.
- Prôner la prudence, agir en personne "raisonnable" et encourager chacun à faire de même, afin d'éviter toute décision hâtive qui pourrait s'avérer source de problèmes par la suite.
- Encourager la « terreur de l'erreur », en minant l'autorité, la bravoure ou les personnes dirigeantes, en remettant en question la véracité de ce qu'elles font, même si c'est très clair.

### Sabotage des actions
Parmi les techniques de sabotage des actions :
- Ne pas réparer les moteurs à temps ;
- Placer des outils à un mauvais endroit, les rendant durs à trouver, les oublier ou les faire se casser plus fréquemment ;
- Pour les chauffeurs de bus, rater un arrêt par inadvertance, où un officier pourrait se trouver, ou devrait descendre ;
- Les opérateurs de train peuvent donner des mauvais tickets au voyageurs, afin de les faire arriver à la mauvaise destination, ou bien donner deux tickets pour le même siège, afin de provoquer des retards.
- Les concierges peuvent s'assurer que l'environnement du lieu de travail soit désordonné, en laissant les éléments sales ou en plaçant du riz dans le système de refroidissement de l'eau.
- Ceux n'ayant pas d'emploi peuvent également être impliqués, en donnant des mauvaises directions lorsqu'on leur demande, en changeant les panneaux de direction pour orienter dans la mauvaise direction, ou bien prétendre ne pas parler la langue qu'utilise la personne.